# Agustina Zerboni
Agustina Zerboni (24 agosto 1988) è una multiplista argentina.

## Biografia
Zerboni si è avvicinata allo sport all'età di 8 anni, indirizzata in primo luogo sulle corse ad ostacoli, ha deciso di proseguire la carriera da atleta nelle prove multiple, partecipando alle prime gare nazionali a partire dal 2006. Nel 2010 partecipa con successo ai Giochi sudamericani in Colombia - riservati solo per atleti under 23 - conquistando quattro medaglie. Attiva soprattutto in ambito regionale, ha conquistato due medaglie ai Campionati sudamericani seniores: un argento nel 2011 e un bronzo nel 2013.

## Palmarès
| Anno | Manifestazione             | Sede         | Evento    | Risultato | Prestazione | Note |
| ---- | -------------------------- | ------------ | --------- | --------- | ----------- | ---- |
| 2007 | Panamericani U20           | San Paolo    | Eptathlon | 6ª        | 4427 p.     |      |
| 2009 | Sudamericani               | Lima         | Eptathlon | 4ª        | 5090 p.     |      |
| 2010 | Sudamericani U23           | Medellín     | 100 m hs  | Oro       | 13"66       |      |
| 2010 | Sudamericani U23           | Medellín     | Eptathlon | Oro       | 5362 p.     |      |
| 2010 | Sudamericani U23           | Medellín     | 4×100 m   | Bronzo    | 46"76       |      |
| 2010 | Sudamericani U23           | Medellín     | 4×400 m   | Bronzo    | 3'51"74     |      |
| 2011 | Sudamericani               | Buenos Aires | 100 m hs  | 4ª        | 13"54       |      |
| 2011 | Sudamericani               | Buenos Aires | Eptathlon | Argento   | 5226 p.     |      |
| 2013 | Sudamericani               | Cartagena    | Eptathlon | Bronzo    | 5317 p.     |      |
| 2014 | Giochi sudamericani        | Santiago     | Eptathlon | dnf       | dnf         |      |
| 2014 | Campionati ibero-americani | San Paolo    | Eptathlon | 6ª        | 5451 p.     |      |
| 2015 | Sudamericani               | Lima         | Eptathlon | 4ª        | 5395 p.     |      |